# Nyssodectes dulcissimus
Nyssodectes dulcissimus là một loài bọ cánh cứng trong họ Cerambycidae.